# 44 Piscium
44 Piscium är en misstänkt variabel (VAR:) i Fiskarnas stjärnbild.
Stjärnan har visuell magnitud +5,77 och varierar med amplitud och period som inte är fastställd.